# Teodoro Aparicio Barberán
Teodoro Aparicio Barberán (Enguera, 1967), más conocido como Teo Aparicio, es un músico valenciano director de orquesta y banda de viento, compositor y profesor.

## Biografía
Teo Aparicio se inicia en música en la banda de Enguera con el saxofón. Siguió su formación en el Conservatorio Profesional Luis Milà de Játiva, en el Conservatorio Profesional Mestre Vert de Carcagente y en el Conservatorio Superior de Música Joaquín Rodrigo de Valencia, consiguiendo dos menciones de Honor en el grado medio y superior en el Concurso para premio extraordinario. Han sido sus profesores de saxofón Francisco Moral, Miguel Llopis y Gregorio Castellano, ampliando sus estudios posteriormente con Antonio Daniel, Manuel Miján, Pedro Iturralde y Jean Marie Londeix. Paralelamente estudia contrabajo, piano, armonía, contrapunto, fuga, composición y dirección de orquesta con, entre otros, Bernardo Adam Ferrero o Luis Blanes.
En la vertiente compositiva, Aparicio Barberán destaca con un extenso repertorio para banda que ha sido interpretado en todo el mundo a prestigiosos certámenes como el Internacional de Kerkrade (Países Bajos) por formaciones o solistas de renombre.
Ha sido director titular de las bandas de Enguera, la Font de la Figuera, Banda Sinfónica de Villanueva de Castellón, Banda Sinfónica de la AM “L´Amistat" de Cuart de Poblet, de la Unión Musical de Alaquàs y de la Primitiva Setabense de Xátiva consiguiendo al frente de las mismas diferentes premios. También ha sido fundador y primer director de la orquesta de cámara ”Gaspar Cassadó” y director de la Kamerata Orquestale.
Como director invitado ha realizado conciertos con el O.M. de Monserrat, Orquesta de cámara de L´Ampurdán, Ensemble y Coro M. Palau, Banda “Lira Saguntina”, Banda Sinfónica del Ateneo Musical y de Enseñanza Banda Primitiva de Lliria, Banda Municipal de Palma, Banda Municipal de Alicante, Banda Sinfónica “La artística” de Buñol, Orquesta Sinfónica de Albacete, Banda Municipal de Valencia, Banda Municipal de la Coruña, la Banda Sinfónica del Ministerio de Defensa Ruso y la Banda Municipal de Nishinomiya de Japón. Es director honorífico de la Banda Sinfónica “El Entusiasta” de Benifairó de la Valldigna.

## Discografía
Como compositor:
- In the Picture. Composer´s Portrait Vol. 1 (2011):
  1. Entrance of the Queen
  2. RadiObertura
  3. Destellos en la Penumbra
  4. A Bandolero Story
  5. A Neng Story
  6. Canosía Vol. I
  7. Canosía Vol. II
  8. Festa das Fogaceiras
  9. The Rise of the Phoenix
  10. Lacerated Heart
  11. The Man Y Want tono Be
  12. New Times
  13. Symphony No. 1: Asgard
  14. The Door of Vallhalla
  15. The Guard of the Clouds
  16. Crazy Man
  17. Crazy Faus

Como compositor con otros autores:
- Reencontramos nuestra Música n.º 31 por la banda de la Unión Musical Santa Cecília de Enguera que interpretan "Imágenes a Contraluz".[2]
- Hand in hand. Ferrer Ferran y Teo Aparicio-Barberán (2013) por la Banda Sinfónica Amigos do Branca (Portugal) que interpretan "Imágenes a Contraluz".
- Reencontramos nuestra Música n.º 29 por la Orquesta de Sociedad Musical “La Artística” de Buñol que interpretan "El Mimo" (para dos trompas y orquesta).[3]
- Pax te bonum (2012) por la banda de la Sociedad Musical La Artística de Buñol y el Orfeón Universitario de Valencia que interpretan "Cue sheets-Divertimento for band".[4]
- Portraits of Spain que incluye la obra homónima
- Andres's Friends. Ft Ω.
- Niflheim que incluye "A Bandolero Story"
- Rubicon que incluye "Fiesta das Fogaceiras"
- States of mind por la Royal Band of the Belgian Guides que incluye la sinfonía homónima
- Fables and fantasías por la Poliza Musikkorps Baden Wüttemberg que incluye la obra "Entrance of the Queen"
- Devil's Island que incluye "RadiObertura"
- La cucina italiana que incluye "Destellos En La Penumbra" y "Portraits Of Spain"
- Un chileno sentado en el ala. Ft Flako Stik

Como director:
- Reencontramos nuestra Música n.º 26 dirigiendo la Banda de la Sociedad Musical La Primitiva de Xàtiva que interpretan "Rincones de verano" de Luís Blanes.
- 40 cumpleaños. Recopilación 2008-2009 dirigiendo la banda de la Federación de Sociedades Musicales de la Comunidad Valenciana con repertorio de autores valencianos.
- Gustavo Pascual Falcó. Mas allá de Paquito lo Chocolatero dirigiendo la banda de la Federación de Sociedades Musicales de la Comunidad Valenciana conn repertorio de Gustau Pascual Falcó.
- Memories from Chile. Ft. Andrés Faus Allendes.